# Partido
Een partido is een bestuurlijke laag onder de provincie in Argentinië, vergelijkbaar met een Belgische of Nederlandse gemeente. De meeste Argentijnse provincies zijn onderverdeeld in departementen. Alleen de provincie Buenos Aires telt partidos, 135.

## Lijst van partidos in Buenos Aires (met vermelding van hun hoofdplaats)
1. Adolfo Alsina (Carhué)

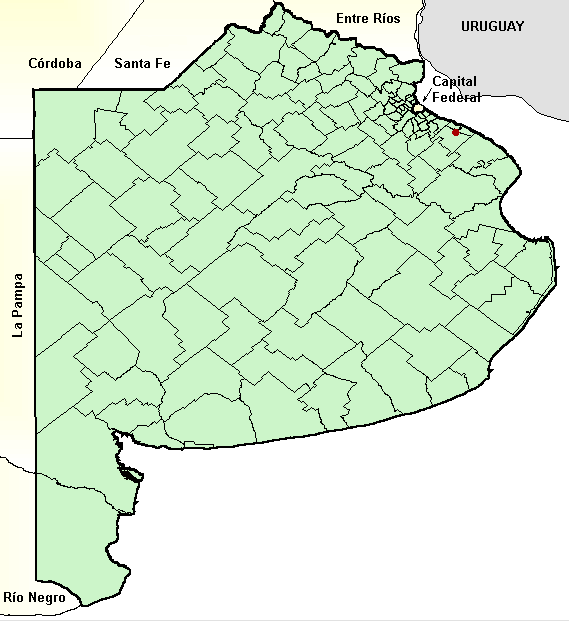
Indeling

2. Adolfo Gonzales Chaves (Adolfo Gonzales Chaves)
3. Alberti (Alberti)
4. Almirante Brown (Adrogué)
5. Arrecifes (Arrecifes)
6. Avellaneda (Avellaneda)
7. Ayacucho (Ayacucho)
8. Azul (Azul)
9. Bahía Blanca (Bahía Blanca)
10. Balcarce (Balcarce)
11. Baradero (Baradero)
12. Benito Juárez (Benito Juárez)
13. Berazategui (Berazategui)
14. Berisso (Berisso)
15. Bolívar (San Carlos de Bolívar)
16. Bragado (Bragado)
17. Brandsen (Brandsen)
18. Campana (Campana)
19. Cañuelas (Cañuelas)
20. Capitán Sarmiento (Capitán Sarmiento)
21. Carlos Casares (Carlos Casares)
22. Carlos Tejedor (Carlos Tejedor)
23. Carmen de Areco (Carmen de Areco)
24. Castelli (Castelli)
25. Chacabuco (Chacabuco)
26. Chascomús (Chascomús)
27. Chivilcoy (Chivilcoy)
28. Colón (Colón)
29. Coronel Dorrego (Coronel Dorrego)
30. Coronel Pringles (Coronel Pringles)
31. Coronel Rosales (Punta Alta)
32. Coronel Suárez (Coronel Suárez)
33. Daireaux (Daireaux)
34. Dolores (Dolores)
35. Ensenada (Ensenada)
36. Escobar (Belén de Escobar)
37. Esteban Echeverría (Monte Grande)
38. Exaltación de la Cruz (Capilla del Señor)
39. Ezeiza (Ezeiza)
40. Florencio Varela (Florencio Varela)
41. Florentino Ameghino (Florentino Ameghino)
42. General Alvarado (Miramar)
43. General Alvear (General Alvear)
44. General Arenales (General Arenales)
45. General Belgrano (General Belgrano)
46. General Guido (General Guido)
47. General La Madrid (General La Madrid)
48. General Las Heras (General Las Heras)
49. General Lavalle (General Lavalle)
50. General Madariaga (General Juan Madariaga)
51. General Paz (Ranchos)
52. General Pinto (General Pinto)
53. General Pueyrredón (Mar del Plata)
54. General Rodríguez (General Rodríguez)
55. General San Martín (San Martín)
56. General Viamonte (Los Toldos)
57. General Villegas (General Villegas)
58. Guaminí (Guaminí)
59. Hipólito Yrigoyen (Henderson)
60. Hurlingham (Hurlingham)
61. Ituzaingo (Ituzaingo)
62. José C. Paz (José C. Paz)
63. Junín (Junín)
64. La Costa (Mar del Tuyú)
65. La Matanza (San Justo)
66. La Plata (La Plata)
67. Lanús (Lanús)
68. Laprida (Laprida)
69. Las Flores (Las Flores)
70. Leandro N. Alem (Vedia)
71. Lezama (* 2010)
72. Lincoln (Lincoln)
73. Lobería (Lobería)
74. Lobos (Lobos)
75. Lomas de Zamora (Lomas de Zamora)
76. Luján (Luján)
77. Magdalena (Magdalena)
78. Maipú (Maipú)
79. Malvinas Argentinas (Los Polvorines)
80. Mar Chiquita (Coronel Vidal)
81. Marcos Paz (Marcos Paz)
82. Mercedes (Mercedes)
83. Merlo (Merlo)
84. Monte Hermoso (Monte Hermoso)
85. Moreno (Moreno)
86. Morón (Morón)
87. Navarro (Navarro)
88. Necochea (Necochea)
89. Nueve de Julio (Nueve de Julio)
90. Olavarría (Olavarría)
91. Patagones (Carmen de Patagones)
92. Pehuajó (Pehuajó)
93. Pellegrini (Pellegrini)
94. Pergamino (Pergamino)
95. Pila (Pila)
96. Pilar (Pilar)
97. Pinamar (Pinamar)
98. Presidente Perón (Guernica)
99. Puan (Puan)
100. Punta Indio (Verónica)
101. Quilmes (Quilmes)
102. Ramallo (Ramallo)
103. Rauch (Rauch)
104. Rivadavia (América)
105. Rojas (Rojas)
106. Roque Pérez (Roque Pérez)
107. Saavedra (Pigüé)
108. Saladillo (Saladillo)
109. Salto (Salto)
110. Salliqueló (Salliqueló)
111. San Andrés de Giles (San Andrés de Giles)
112. San Antonio de Areco (San Antonio de Areco)
113. San Cayetano (San Cayetano)
114. San Fernando (San Fernando)
115. San Isidro (San Isidro)
116. San Miguel (San Miguel)
117. San Miguel del Monte (San Miguel del Monte)
118. San Nicolás de los Arroyos (San Nicolás de los Arroyos)
119. San Pedro (San Pedro)
120. San Vicente (San Vicente)
121. Suipacha (Suipacha)
122. Tandil (Tandil)
123. Tapalqué (Tapalqué)
124. Tigre (Tigre)
125. Tordillo (General Conesa)
126. Tornquist (Tornquist)
127. Trenque Lauquen (Trenque Lauquen)
128. Tres Arroyos (Tres Arroyos)
129. Tres de Febrero (Caseros)
130. Tres Lomas (Tres Lomas)
131. Veinticinco de Mayo (Veinticinco de Mayo)
132. Vicente López (Olivos)
133. Villa Gesell (Villa Gesell)
134. Villarino (Médanos)
135. Zárate (Zárate)